# 금호워터폴리스
금호워터폴리스는 대구광역시 북구 검단동에 개발 예정인 산업 단지다.